# Sociedad de Gasificación Industrial

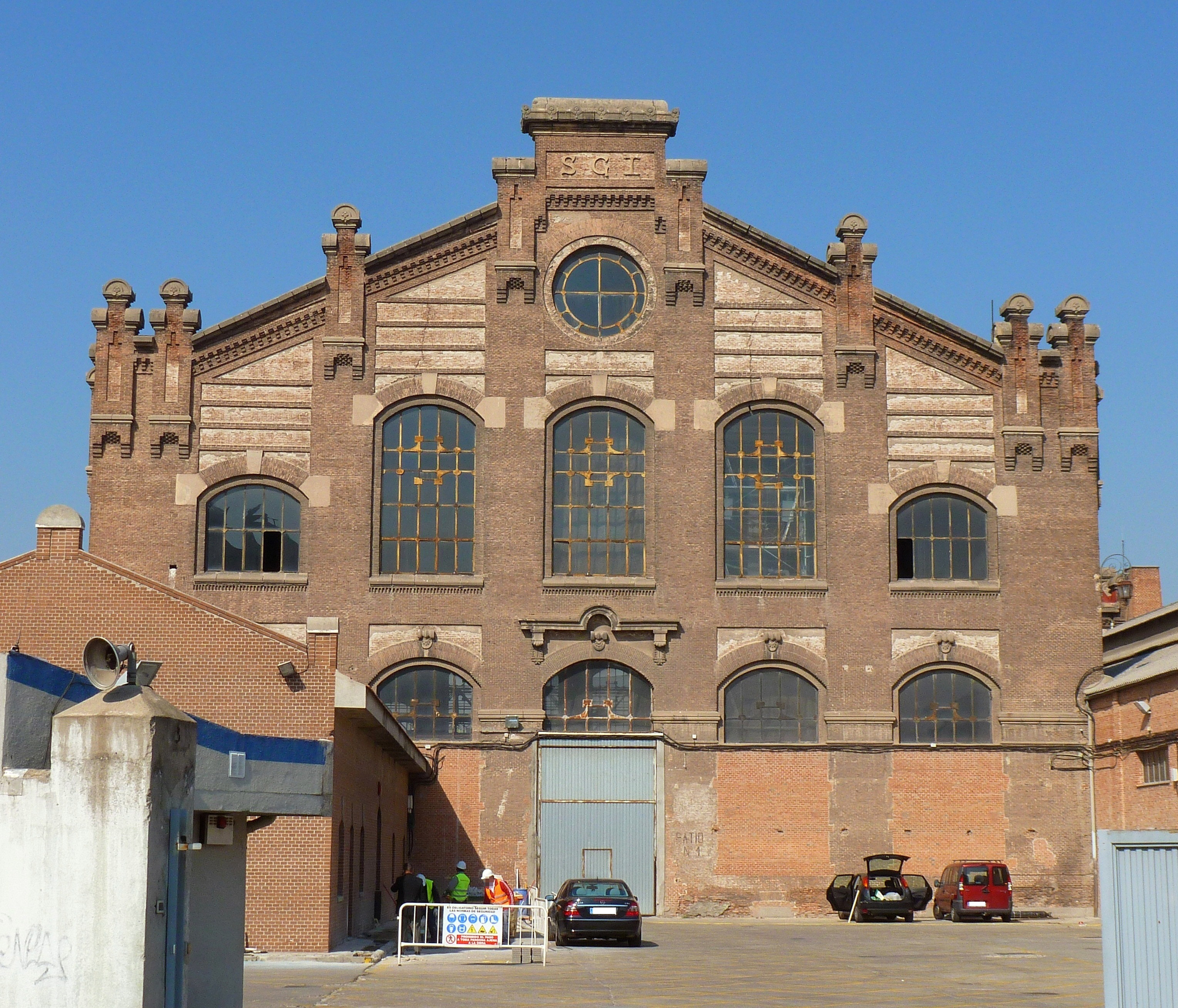
Fachada de la nave de motores

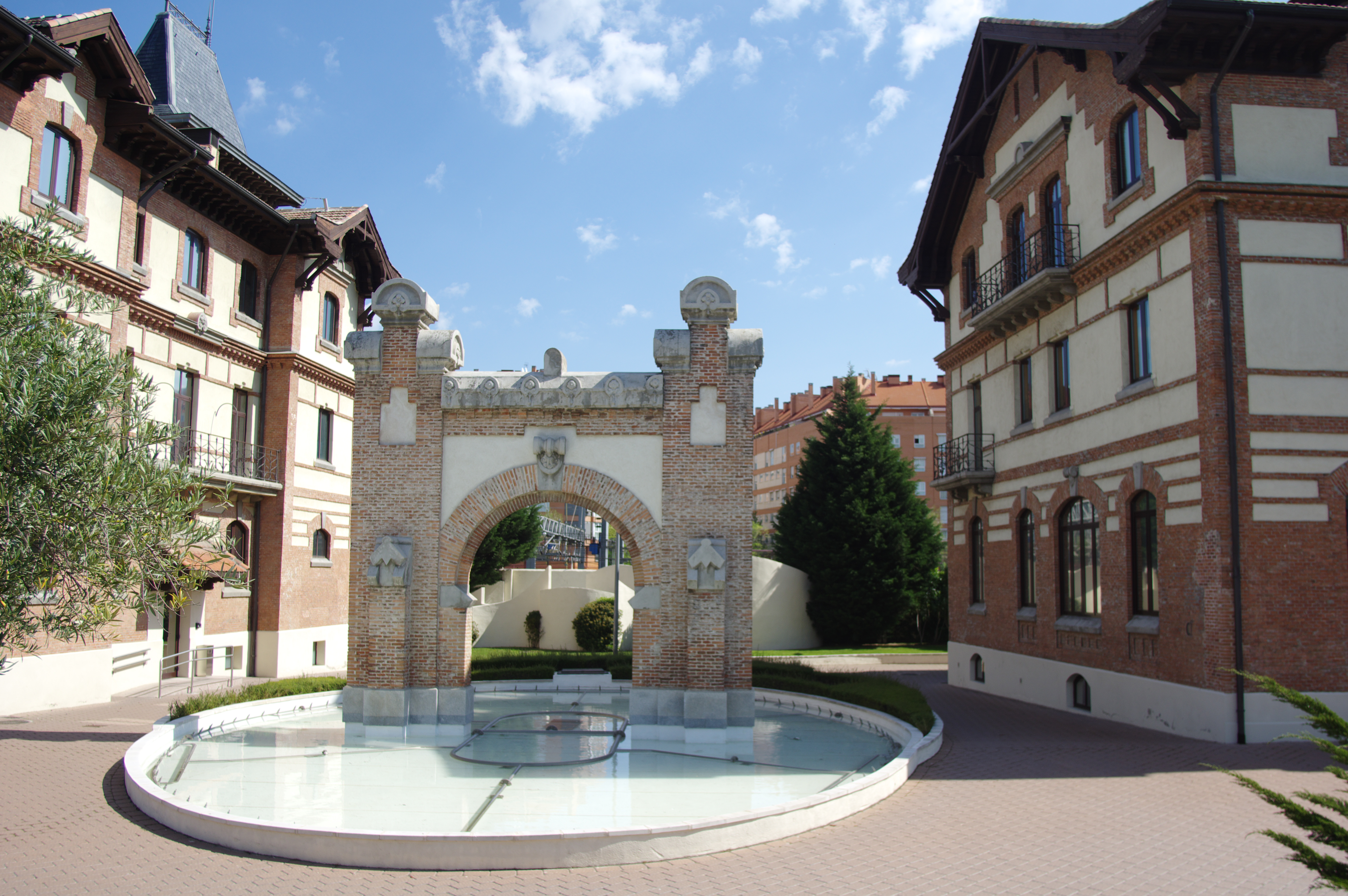
Antiguas viviendas y oficinas

La sociedad de Gasificación Industrial del Cerro de la Plata fue una empresa con fábrica en Madrid, conservándose actualmente parte de sus instalaciones en Méndez Álvaro. Uno de sus edificios comenzó en 2020 su rehabilitación de la mano de Norman Foster.

## Historia
La Sociedad Gasificadora Industrial era competidora directa de Gas Madrid, y tras construir el Salto de Bolarque, amplió sus instalaciones con los actuales edificios situados en el entorno de Estación Sur de Autobuses. En 1912 la SGI fue absorbida por Unión Eléctrica Madrileña que más tarde se fusionó con Fenosa dando lugar a Unión Fenosa.
Los edificios fueron diseñados a comienzos del siglo XX por Luis de Landecho Jordán de Urríes, conjugando la estética industrial de la época con detalles neogóticos y neomudéjares con armaduras de acero y madera. El primer proyecto contempló la construcción de la nave de motores, nave industrial con pabellón de servicios, nave de bombas, chalet para oficinas y viviendas y la casa de los obreros. En un segundo proyecto se diseña el almacén de carbón. Más tarde se diseñarían las casas de los guardas.

## Futuro
Tras la construcción de viviendas y un complejo de cines, sólo quedan en pie la nave de motores, el chalet de oficinas, la casa de obreros y dos almacenes. Todos los edificios están en uso. En 2020 comenzó la rehabilitación del edificio de motores, de casi 100 metros de longitud, por parte del estudio de Norman Foster. Se convertirá en una de las nuevas sedes de la empresa Acciona.